# 10201 Korado
10201 Korado je asteroid s periodom ophoda oko Sunca od 3.25 godina. Otkriven je 7. srpnja 1997. iz mjesta Farra d'Isonzo u Italiji.
Dobio je ime po hrvatskom astronomu Koradu Korleviću.

## Vanjske poveznice
- (engl.) Podaci o asteroidu 10201 Korado
- (engl.) Orbita asteroida 10201 Korado

… | 10200 Quadri | 10201 Korado | 1997 PE | …